# Lipina (Bartoszyce)
Pour les articles homonymes, voir Lipina.
Lipina est un village polonais de la voïvodie de Varmie-Mazurie, dans le powiat de Bartoszyce.